# Реселец
Реселѐц е село в Северна България, община Червен бряг, област Плевен.

## География
Село Реселец се намира на около 51 km запад-югозападноот от областния център град Плевен, около 5 km югозападно от общинския център Червен бряг и около 28 km изток-североизточно от град Мездра. Разположено е в западния Предбалкан, на прехода към Дунавската хълмиста равнина. През селото тече малката река Ръчене, която източно от селото се влива в течащата наблизо река Искър. Надморската височина в центъра на Реселец при сградата на кметството е около 121 m. Климатът е умереноконтинентален; преобладават наносни почви, файоземи и рендзини.
През село Реселец минава третокласният републикански път III-1031, който води на север до град Червен бряг, а на юг през село Кунино до град Роман и връзка там с третокласния републикански път III-103.
Реселец е жп спирка на минаващата отвъд река Искър Главна железопътна линия № 2 София – Горна Оряховица – Варна.
В землището на Реселец, на река Ръчене на около 3 km западно от селото, се намира микроязовирът „Нанков дол“.
Населението на село Реселец, наброявало 2069 души при преброяването към 1934 г. и 2241 към 1946 г., намалява постепенно до 834 (по служебен документ на НСИ от 31.12.2023 г.) към 2023 г.
При преброяването на населението към 1 февруари 2011 г., от обща численост 1028 лица, за 739 лица е посочена принадлежност към „българска“ етническа група, за 164 – към „ромска“, за 121 – „не отговорили“, а за принадлежност към „турска“, „други“ и „не се самоопределят“ не са посочени конкретни данни.

## История
Името на Реселец идва от „разселвам“. Вероятно след една от големите чумни епидемии през XIV век (1336 – 1372) оцелелите жители на селището, намиращо се недалеч над днешния Реселец, се разселват. Част от тях основават днешното село.
С произхода на името е свързана легенда за живота на девойка от селото, която се казвала Ресела. Тя не пожелала да смени вярата си по време на османската власт и се хвърлила от скала с още едно момиче – нейната сестричка. Оттогава селото е кръстено Ресела, а местността от която са скочили, кръстили на името на другото момиче Добрана – „Добранин дол“.
Важен административен център в средновековна България, през първите векове на османското владичество Реселец е вилает – документи за това има в турските регистри от 1430 г. Населението на вилаета е било 126 пълноценни семейства и 19 вдовици. Реселец е седалище на самия феодал, тоест на владетеля на този вилает. Ореховските бейове и аги наричат Реселец „Чучук Стамбул", тоест Малкия Цариград, а в документите е записан и като Реселджа. През XVII век Реселец губи статуса си на град и е записан като село. В землището на Реселец са регистрирани и описани множество археологически паметници – четири надгробни могили, праисторически селища, антична крепост, средновековен некропол. В миналото Реселец е известно и с водениците си. От 14 действащи воденици само една е запазена и работи.
Църквата „Свети Георги“ е завършена в 1893 г. Живописта в нея е от 1894 г. и е дело на дебърските майстори Мирон Илиев и тайфата му, в която влизат Велко Илиев, Мелетий Божинов, Григор Петров и Саве Попбожинов. Изрисуват всички икони и стенописи в църквата. Църквата е с дърворезба на олтара.
Начално училище „Дилко Дачев“ в село Реселец има съхранена архивна документация за период с начало 1921 г. Училището има учебно опитно поле, хор, фонотека. През 1970 г. то се обединява с основно училище „Иван Христов“.
Основно училище „Иван Христов“ е открито през 1922 г. като прогимназия. През 1970 г. Народна прогимназия „Иван Христов“ и Народно начално училище „Дилко Дачев“ се обединяват и продължават да съществуват като Народно основно училище „Иван Христов“ - село Реселец. През 1952 г. в училището се създава пионерски хор „Ален мак“, който е носител на орден „Кирил и Методий“ и е лауреат на Първия и Третия републикански фестивали на художествената самодейност. Хорът, ръководен от директора на училището Христо Ковачев, е първият в страната пионерски хор за народно пеене. Под името Основно училище „Отец Паисий“ училището в Реселец е закрито през 2017 г.
Читалище „Тодор Попов“ е основано през 1927 г. под името „Отец Паисий“. През 2009 г. на законово основание към наименованието му е добавена годината на неговото първоначално създаване и то става „Тодор Попов - 1927“.
Трудово кооперативно земеделско стопанство (ТКЗС) в село Реселец е основано на 26.11.1950 г. от 120 учредители. През 1958 г., съгласно постигнато споразумение, то се присъединява към Обединено ТКЗС (ОТКЗС) „Комуна“ - Червен бряг, заедно с ТКЗС в селата Бресте, Горник и град Червен бряг. В началото на 1951 г., по време на колективизацията, жителите на селото организират подписка с искане да им се разреши да ожънат самостоятелно засетите частно ниви, но не им е разрешено да я представят пред земеделското министерство. Тогава те решават да разтурят създаденото наскоро ТКЗС и на 9 април нападат кошарите му и си връщат добитъка, като при инцидента е ранен местният милиционер. От Бяла Слатина са изпратени 50 милиционери и лоялни към режима доброволци, които отново им взимат животните, но селяните получават разрешение за частната жътва. Двама души са осъдени на 10 години затвор, а смятаната за главен подбудител Цена Георгиева – на 15 години. Въпреки насилията 200 души отказват да оттеглят подадените заявления за напускане на ТКЗС.

## Обществени институции
Село Реселец към 2024 г. е център на кметство Реселец.
В село Реселец към 2024 г. има:
- действащо читалище „Тодор Попов - 1927“;[21]
- православна църква „Свети Георги“;[22]
- Целодневна детска градина;[23]
- пощенска станция.[24]

## Културни и природни забележителности
На около километър край селото се намира природният феномен „Калето“. Представлява район с дължина приблизително 750 метра и широчина 30 – 40 m, който е пропаднал с около 60 m. Отвсякъде го обграждат отвесни скали и слизането в него става по пътека между тях. Това е едно от малкото места в България, където се срещат скорпиони. В района е обособена екопътека „Тектонски грабен Калето“, която предоставя възможност за лека разходка между отвесните скали на природния феномен.
Караджейките - енергията на водите на реките Белилката и Ръчене са използвани от най-дълбока древност за работа на много водни съоръжения – тепавици, воденици, дараци и др. В периода преди Освобождението в района са функционирали около 30 караджейки. От екопътеката се вижда функциониращата и днес Банковска воденица. В миналото тя е работила с два камъка, впоследствие единият от тях е преустроен в тепавица.
Водопад на река Белилката (река Белилото) се намира на около 300-400 метра от табелата за край на село Реселец, посока село Бресте. Самият водопад е висок 10 метра. Интересна скална ниша, образувана зад водната завеса, позволява преминаването от единия на другия бряг непосредствено зад водопада.
Между селото и град Червен бряг има редовна автобусна линия, а може да се ползва и жп спирка Реселец, на която спират само пътнически влакове и с която пешеходната връзка е около 2 – 3 km. В непосредствена близост е природната забележителност „Реселешки кукли“ – група от скални фигури.
Реселешка сватба с обичая „повратки".
Къпанки (пренасяне през река Ръчене на Ивановден) е обичай, съхранен в Реселец и участват само жените от селото.
Селото е известно с празника на водния лук, провеждан ежегодно в края на септември или началото на октомври. Празникът е включен в културния календар на община Червен бряг и се организира от кметството и местното читалище. Традиционно на този празник се организира и кулинарна изложба конкурс на ястия с традиционния Реселешки воден лук.

### Скалните кукли „Купените“
Намират се непосредствено до село Реселец. Издигат се на 30 – 40 м над река Белило по десния ѝ бряг и са защитени като природна забележителност през 1972 г. Това е една от най-красивите варовикови формации в България и представляват скални пирамиди, които отчетливо се открояват на фона на растителността в основата им и около тях. На цвят са от кремаво до светлосиво, а в структурно отношение са плътни, здрави, с дебелина 30 – 150 м. Образували са се преди около 70 млн. години в нормално солено плитко и топло море и са резултат от действието на атмосферните води върху голите варовикови склонове. В състава им участват добре запазени вкаменелости на черупчест детритус, бриозои, бивалвии, брахиоподи, гастроподи, морски таралежи и рядко амонити.

## Личности
- Мако Даков (1920 – 2006) – политик от БКП
- Василка Хинкова (1927 – 2015) – българска писателка
- Николай Маринов – политик

## Редовни събития
Храмовият празник на село Реселец се чества на 6 май (Гергьовден), а ежегодният събор на селото е на 7 май. Ритуалът „Къпанки“ се състои на 7 януари (Ивановден). Празник на Реселешкия воден лук се състои в средата на месец септември.